# 1. HKL 2004./05.
Prva hrvatska košarkaška liga za sezonu 2004/05. (A-1 HKL 2004/05.) je bila najviši razred hrvatskih košarkaških natjecanja u toj sezoni.

## Sudionici
- Dubrovnik
- Triglav osiguranje, Rijeka
- Alkar, Sinj
- Slavonski Brod
- Split Croatia osiguranje **
- Šibenik *
- Zagorje Tehnobeton, Varaždin
- Zadar *
- Cibona VIP, Zagreb *
- Dubrava, Zagreb
- Hiron, Zagreb
- Hermes Analitica, Zagreb
- Zagreb *
- Zrinjevac, Zagreb

* nastupali u Goodyear ligi, ali nisu igrali prvi dio prvenstva 

** igrali i Goodyear ligu i prvi dio prvenstva

## Rezultati

### Ligaški dio

#### A-1 liga
| mj  | klub                        | ut | pob | por | koševi    | bod |                 |
| --- | --------------------------- | -- | --- | --- | --------- | --- | --------------- |
| 1.  | Dubrovnik                   | 18 | 14  | 4   | 1625:1496 | 32  | Liga za prvaka  |
| 2.  | Split Croatia osiguranje    | 18 | 13  | 5   | 1512:1387 | 31  | Liga za prvaka  |
| 3.  | Zagorje Tehnobeton Varaždin | 18 | 12  | 6   | 1581:1515 | 30  | Liga za prvaka  |
| 4.  | Slavonski Brod              | 18 | 12  | 6   | 1548:1499 | 30  | Liga za prvaka  |
| 5.  | Hermes Analitica Zagreb     | 18 | 10  | 8   | 1507:1440 | 28  | Liga za ostanak |
| 6.  | Triglav osiguranje Rijeka   | 18 | 8   | 10  | 1440:1436 | 26  | Liga za ostanak |
| 7.  | Alkar Sinj                  | 18 | 7   | 11  | 1346:1409 | 25  | Liga za ostanak |
| 8.  | Hiron Zagreb                | 18 | 6   | 12  | 1347:1402 | 24  | Liga za ostanak |
| 9.  | Dubrava Zagreb              | 18 | 4   | 14  | 1460:1569 | 22  | Liga za ostanak |
| 10. | Zrinjevac Zagreb            | 18 | 4   | 14  | 1340:1548 | 22  | Liga za ostanak |

#### Liga za prvaka
| mj | klub                        | ut | pob | por | koševi    | bod |             |
| -- | --------------------------- | -- | --- | --- | --------- | --- | ----------- |
| 1. | Zadar                       | 14 | 12  | 2   | 1199:1041 | 26  | doigravanje |
| 3. | Zagreb                      | 14 | 9   | 5   | 1212:1144 | 23  | doigravanje |
| 4. | Split Croatia osiguranje    | 14 | 8   | 6   | 1246:1142 | 22  | doigravanje |
| 5. | Dubrovnik                   | 14 | 6   | 8   | 1139:1195 | 20  |             |
| 6. | Zagorje Tehnobeton Varaždin | 14 | 5   | 9   | 1153:1235 | 19  |             |
| 7. | Šibenik                     | 14 | 3   | 11  | 1159:1277 | 17  |             |
| 8. | Slavonski Brod              | 14 | 3   | 11  | 1056:1289 | 17  |             |

#### Liga za ostanak
| Mj.      |                           | Poredak za Ligu za ostanak (uključivo i rezultate iz A-1 lige Ožujsko) | Poredak za Ligu za ostanak (uključivo i rezultate iz A-1 lige Ožujsko) | Poredak za Ligu za ostanak (uključivo i rezultate iz A-1 lige Ožujsko) | Poredak za Ligu za ostanak (uključivo i rezultate iz A-1 lige Ožujsko) | Poredak za Ligu za ostanak (uključivo i rezultate iz A-1 lige Ožujsko) |      | Omjer u Ligi za ostanak | Omjer u Ligi za ostanak | Omjer u Ligi za ostanak | Omjer u Ligi za ostanak |  |
| Mj.      | Ut.                       | Pob.                                                                   | Por.                                                                   | Koševi                                                                 | Bod                                                                    | Ut.                                                                    | Pob. | Por.                    | Koševi                  |                         |                         |  |
| -------- | ------------------------- | ---------------------------------------------------------------------- | ---------------------------------------------------------------------- | ---------------------------------------------------------------------- | ---------------------------------------------------------------------- | ---------------------------------------------------------------------- | ---- | ----------------------- | ----------------------- | ----------------------- | ----------------------- |  |
| 1. (9.)  | Hiron Botinec Zagreb      | 20                                                                     | 12                                                                     | 8                                                                      |                                                                        | 32                                                                     | 10   | 8                       | 2                       | 824:782                 |                         |  |
| 2. (10.) | Hermes Analitica Zagreb   | 20                                                                     | 12                                                                     | 8                                                                      |                                                                        | 32                                                                     | 10   | 4                       | 6                       | 862:841                 |                         |  |
| 3. (11.) | Alkar Sinj                | 20                                                                     | 11                                                                     | 9                                                                      |                                                                        | 31                                                                     | 10   | 6                       | 4                       | 786:782                 |                         |  |
| 4. (12.) | Triglav osiguranje Rijeka | 20                                                                     | 10                                                                     | 10                                                                     |                                                                        | 30                                                                     | 10   | 4                       | 6                       | 792:804                 |                         |  |
| 5. (13.) | Dubrava Zagreb            | 20                                                                     | 8                                                                      | 12                                                                     |                                                                        | 28                                                                     | 10   | 5                       | 5                       | 800:812                 | dodatne kvalifikacije   |  |
| 6. (14.) | Zrinjevac Zagreb          | 20                                                                     | 7                                                                      | 13                                                                     |                                                                        | 27                                                                     | 10   | 3                       | 7                       | 776:812                 | ispada iz lige          |  |

### Doigravanje
|                                        | 1.klub            | omjer | 2.klub                   | rezultati                         |
| -------------------------------------- | ----------------- | ----- | ------------------------ | --------------------------------- |
| poluzavršnica                          | Zadar             | 2-0   | Split Croatia osiguranje | 90:80, 95:84                      |
| poluzavršnica                          | Cibona VIP Zagreb | 2-1   | Zagreb                   | 88:96, 78:73, 71:69               |
|                                        |                   |       |                          |                                   |
| završnica                              | Zadar             | 3-2   | Cibona VIP Zagreb        | 78:58, 60:88, 71:68, 57:80, 87:82 |
|                                        |                   |       |                          |                                   |
| podebljano - domaća utakmica za 1.klub |                   |       |                          |                                   |

Prvak je "Zadar".

## Klubovi u međunarodnim natjecanjima
- Euroliga
  - Cibona VIP, Zagreb
- ULEB Cup
  - Zadar, Zadar
- Goodyear liga
  - Split Croatia osiguranje, Split
  - Šibenka Dalmare, Šibenik
  - Zadar, Zadar
  - Cibona VIP, Zagreb
  - Zagreb, Zagreb